# Carey (Idaho)
Pour les articles homonymes, voir Carey.
Carey est une ville américaine située dans le comté de Blaine en Idaho.

## Démographie
| 1910 | 1920 | 1930 | 1940 | 1950 | 1960 |
| ---- | ---- | ---- | ---- | ---- | ---- |
| 701  | 740  | 600  | 100  | 100  | 200  |

| 1970 | 1980 | 1990 | 2000 | 2010 | - |
| ---- | ---- | ---- | ---- | ---- | - |
| 300  | 600  | 600  | 513  | 604  | - |

Selon le recensement de 2010, Carey compte 604 habitants. La municipalité s'étend sur 3,32 milles carrés (8,6 km2), dont 3,31 milles carrés (8,57 km2) de terres.